# Corné Rahl
Pour les articles homonymes, voir Rahl.

a Compétitions nationales et continentales officielles uniquement.

b Matchs officiels uniquement.
Dernière mise à jour le 1 mai 2025.
Corné Rahl, né le 27 mai 2002 en Afrique du Sud, est un joueur sud-africain de rugby à XV jouant au poste de deuxième ligne avec la franchise des Sharks en United Rugby Championship et les Natal Sharks en Currie Cup.

## Biographie
Corné Rahl étudie à la Hoër Landbouskool Oakdale à Riversdal,. En 2022, il est sélectionné en équipe d'Afrique du Sud des moins de 20 ans pour les Six Nations Summer Series. Il remporte la compétition après la victoire de son équipe en finale 47 à 27 contre le pays de Galles.
Il commence sa carrière professionnelle en 2022, à seulement 19 ans, avec les Natal Sharks en Currie Cup. Il joue son premier match contre les Pumas. Il est alors l'un des joueurs les plus prometteurs de l'équipe.
Après de très bonnes performances durant la Currie Cup 2023, il est convoqué avec les Sharks et joue son premier match de United Rugby Championship contre le Connacht,. Il est ensuite appelé pour le quart de finale de la compétition face au Leinster et est même titularisé, propulsant ainsi Jeandre Labuschagne (en) sur le banc des remplaçants.
En 2024, il ne prend pas part à la finale de la Challenge Cup remportée par les siens sur le score de 36 à 22 contre Gloucester Rugby. Il est ensuite titulaire avec les Natal Sharks pour la finale de la Currie Cup remportée face aux Golden Lions. Dans un match serré, les siens s'imposent 16 à 14 grâce à une pénalité de 60 mètres marquée par Jordan Hendrikse,.